# Guiza
Guiza (en árabe: الجيزة Al-Ğīzah, pronunciado Al-Dyísah en dialecto egipcio) es una ciudad de Egipto situada en el Nilo, a unos 20 km al suroeste del centro de El Cairo, formando parte del área metropolitana de la capital egipcia. Es la capital de la gobernación del mismo nombre. Su población era de  4.146.340  habitantes en 2017.

## Yacimiento arqueológico

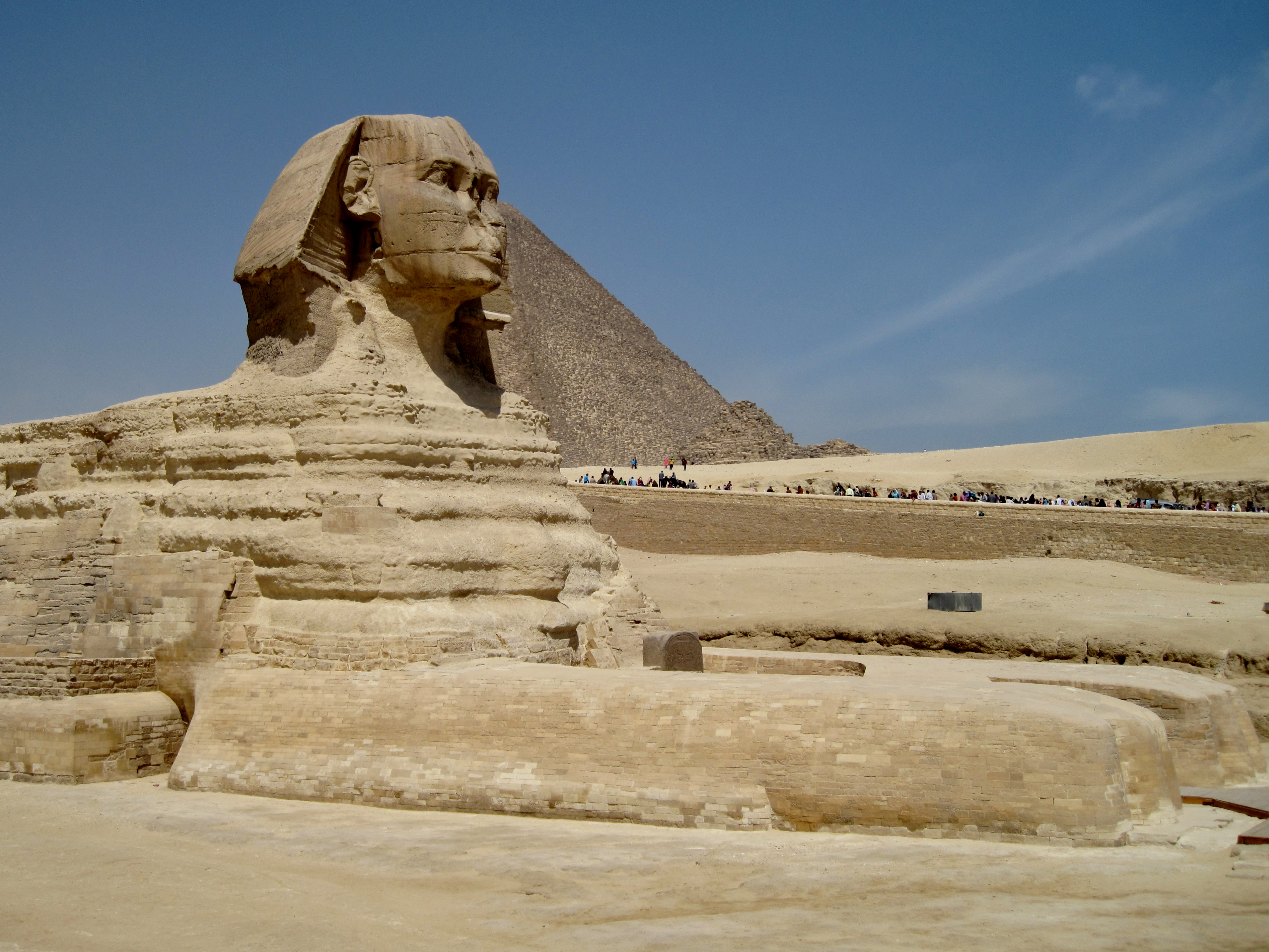
La Esfinge ante la pirámide de Keops en la meseta de Guiza

Es célebre en el mundo porque en sus cercanías se encuentra la meseta de Guiza, lugar donde hace unos 4600 años se erigieron las tres grandes pirámides de la dinastía IV. Guiza forma parte de la gran necrópolis de Menfis, que se extendía a lo largo de más de cuarenta kilómetros y era conocida en el Imperio Antiguo de Egipto con el nombre genérico de Her-necher (la Necrópolis) o Imentet (Occidente).
Cada una de las tres grandes pirámides tenía su propio nombre, que designaba también a la necrópolis que la circundaba: El horizonte luminoso de Jufu Keops, Kefrén es grande y Micerino es divino. Durante el reinado de Keops fue cuando la meseta de Guiza alcanza gran relevancia.
Existen varios tipos de sepulturas en Guiza, como mastabas e hipogeos, destinadas a miembros de la familia reinante, altos dignatarios o sacerdotes.
Las pirámides que custodiaron los restos de los faraones formaban parte de amplios complejos funerarios, con templos, otras tumbas, y pirámides menores. Al Este de la pirámide de Keops se construyeron las denominadas Pirámides de las reinas, de casi 50 metros de lado y 30 de altura, para servir de tumbas a su madre Hetepheres y a sus esposas Merytites y Henutsen. En el año 1992 se descubrió parte de otra pirámide situada al sudeste de la Gran Pirámide, con base cuadrada de 23 metros de lado y unos 12 metros de altura con tan sólo los restos de las tres primeras hileras de piedra.

Meseta de Guiza: Plano.

### La meseta de Guiza
Las edificaciones y elementos más significativos de la meseta de Guiza son:
- La Pirámide de Jufu (Keops) o la Gran Pirámide
- La Pirámide de Jafra (Kefrén)
- La Pirámide de Menkaura (Micerino)
- La Gran Esfinge
- Pirámides de las reinas
- Pirámides subsidiarias
- Mastabas de nobles y cortesanos
- Templos funerarios
- Templos del valle
- Calzadas procesionales
- Fosos que contienen Barcas Solares
- La ciudad de los artesanos con almacenes y talleres.

## Las Tres Pirámides
En la planicie de Guiza, hay tres pirámides (Keops, Kefrén y Micerino), que además de utilizarse para la sepultura se cree que pudieron tener otras funciones en el pasado. 

### La Gran Pirámide
La Pirámide de Keops, también conocida como la Gran Pirámide de Guiza, es uno de los símbolos más emblemáticos de la cultura de la pirámide. Está formada por aproximadamente 2 millones y medio de bloques de piedra, y se caracteriza por tener una pendiente perfecta; su cúspide tiene 76 grados. Su altura es de 146 metros y cada lado de la base mide 230 metros.
Desde su entrada desciende un pasillo hasta la cripta subterránea, donde parte una segunda vía que da a una galería, que a su vez conduce a la cámara del sarcófago.
Actualmente, no se accede a la pirámide por la entrada original; se abrió un túnel en el siglo IX por intereses del califa Abdullah al-Mamun, con la intención de encontrar los tesoros y secretos de la sabiduría egipcia. Tras sus esfuerzos, no encontró ningún tesoro y en cuanto a la sabiduría escrita en las paredes de las salas, no le proporcionó ningún conocimiento nuevo.
El verdadero acceso, como escribió el historiador Estrabón estaba escondido con una “piedra secreta”, y se podía desplazar simplemente con la ayuda de un perno.
La pirámide fue construida aproximadamente por 80 000 trabajadores, bajo las órdenes del faraón con el mismo nombre, Keops, del que se dice era cruel con sus súbditos.
Siendo el monumento funerario más grande de Egipto, los investigadores llevan mucho tiempo intentando desentrañar su secreto, bien guardado durante más de 4000 años. Dichos estudios se han llevado a cabo con cámaras infrarrojas, concluyendo en que, probablemente, hay algo desconocido en el interior de algunas cámaras. El estudio ha llevado a pensar que hay cámaras secretas, debido a los cambios de temperatura de hasta 6 °C respecto a las salas vecinas.

### La Pirámide de Kefrén

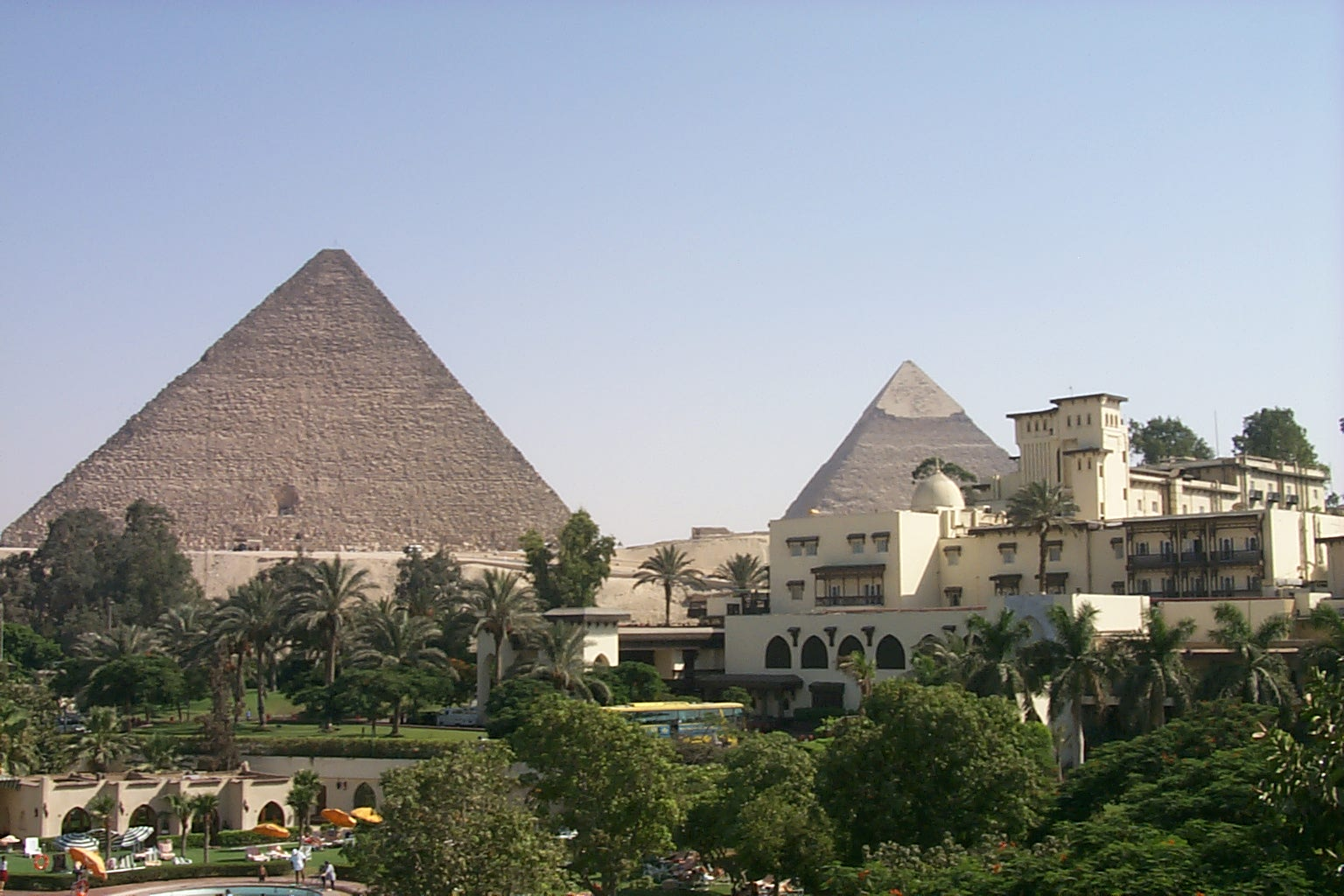
Vista de la Necrópolis de Guiza

En la misma planicie de Guiza, al sur de la Pirámide de Keops se encuentra la Pirámide de Jafra o Kefrén, con un volumen similar, aunque unos metros más pequeña que la de su hermano y también fue construida con posterioridad. A diferencia de esta, tiene una estructura mucho más simple, solo dos corredores. Uno superior, al que se accede desde fuera y otro subterráneo. Ambos conducen directamente a la cámara funeraria.
En el corredor subterráneo hay una sala cuya función se desconoce, que han dado pie a muchos misterios. Algunos visitantes incluso han afirmado haberse sentido enfermos al visitarla, sin embargo, esto puede deberse al ambiente de la tumba, que no posee tomas de aire.
Uno de los grandes misterios es que no se sabe con seguridad si el sarcófago que contiene en su interior es el de Kefrén. Muchos cazadores de misterios siguen insistiendo en la existencia de galerías y pasadizos secretos que, sin embargo, todavía no se han encontrado.

### La Pirámide de Micerinos
Existe una tercera pirámide, de dimensiones notablemente menores, la Pirámide de Mikerinos. Tiene 66 metros de alto y 108 de base. Fue conocida en su época como la Pirámide Divina.
En el siglo XX, se llevaron a cabo exploraciones en la pirámide. Encontraron un sarcófago de basalto con un ataúd de madera que guardaba una momia. Pero dicha momia, no era el faraón para la cual había sido construida la Pirámide, no se trataba de Micerino, sino de otro importante personaje de la época.
Se cree que esconde en su interior también secretos desconocidos, pero ni siquiera las ciencias modernas han logrado comprender los misterios que envuelven a esta pirámide.

## Clima
| Parámetros climáticos promedio de Guiza, Egipto | Parámetros climáticos promedio de Guiza, Egipto | Parámetros climáticos promedio de Guiza, Egipto | Parámetros climáticos promedio de Guiza, Egipto | Parámetros climáticos promedio de Guiza, Egipto | Parámetros climáticos promedio de Guiza, Egipto | Parámetros climáticos promedio de Guiza, Egipto | Parámetros climáticos promedio de Guiza, Egipto | Parámetros climáticos promedio de Guiza, Egipto | Parámetros climáticos promedio de Guiza, Egipto | Parámetros climáticos promedio de Guiza, Egipto | Parámetros climáticos promedio de Guiza, Egipto | Parámetros climáticos promedio de Guiza, Egipto | Parámetros climáticos promedio de Guiza, Egipto |
| Mes                                             | Ene.                                            | Feb.                                            | Mar.                                            | Abr.                                            | May.                                            | Jun.                                            | Jul.                                            | Ago.                                            | Sep.                                            | Oct.                                            | Nov.                                            | Dic.                                            | Anual                                           |
| ----------------------------------------------- | ----------------------------------------------- | ----------------------------------------------- | ----------------------------------------------- | ----------------------------------------------- | ----------------------------------------------- | ----------------------------------------------- | ----------------------------------------------- | ----------------------------------------------- | ----------------------------------------------- | ----------------------------------------------- | ----------------------------------------------- | ----------------------------------------------- | ----------------------------------------------- |
| Temp. máx. abs. (°C)                            | 28                                              | 30                                              | 36                                              | 41                                              | 43                                              | 46                                              | 41                                              | 43                                              | 39                                              | 40                                              | 36                                              | 30                                              | 46                                              |
| Temp. máx. media (°C)                           | 19.3                                            | 20.9                                            | 24.2                                            | 28.4                                            | 32.0                                            | 34.9                                            | 34.5                                            | 34.4                                            | 32.4                                            | 30.2                                            | 25.4                                            | 21.1                                            | 28.1                                            |
| Temp. media (°C)                                | 13.0                                            | 14.0                                            | 17.2                                            | 20.5                                            | 24.0                                            | 27.1                                            | 27.5                                            | 27.5                                            | 25.6                                            | 23.5                                            | 19.2                                            | 15.0                                            | 21.2                                            |
| Temp. mín. media (°C)                           | 6.8                                             | 7.2                                             | 10.3                                            | 12.7                                            | 16.1                                            | 19.3                                            | 20.6                                            | 20.7                                            | 18.9                                            | 16.8                                            | 13.0                                            | 8.9                                             | 14.3                                            |
| Temp. mín. abs. (°C)                            | 0                                               | 3                                               | 5                                               | 8                                               | 11                                              | 16                                              | 17                                              | 17                                              | 14                                              | 11                                              | 4                                               | 2                                               | 0                                               |
| Precipitación total (mm)                        | 4                                               | 3                                               | 2                                               | 1                                               | 0                                               | 0                                               | 0                                               | 0                                               | 0                                               | 0                                               | 3                                               | 4                                               | 17                                              |
| Fuente: Climate-Data.org                        |                                                 |                                                 |                                                 |                                                 |                                                 |                                                 |                                                 |                                                 |                                                 |                                                 |                                                 |                                                 |                                                 |